# Liga Niezawisłości Polski
Liga Niezawisłości Polski (zwana także Ligą Niezawisłości Narodowej) – polska partia polityczna działająca w latach 1917–1918 na terenie Galicji
Ukonstytuowała się na zjeździe delegatów z całej Galicji w Krakowie 20 września 1917. W zjeździe uczestniczyła też delegacja Stronnictwa Niezawisłości Narodowej z Królestwa Polskiego. Uważała że, dążenie do niezawisłego państwa polskiego, jednoczącego wszystkie ziemie polskie, jest (...) celem i wyrazem woli całego narodu polskiego. Domagała się ona prowadzenia w tym duchu polityki od Koła Polskiego w parlamencie austriackim a także zwolnienia internowanych oficerów i żołnierzy Legionów Polskich na czele z Józefem Piłsudskim. Do działaczy LNP należeli Hipolit Śliwiński (prezes), Stanisław Anczyc, Kazimierz Bogdanowicz, Kazimierz Dłuski, Stanisław Dwernicki, Władysław Kiernik, M. Kórnicki, Klotylda Kowalska, Maria Kelles-Krauz, Stefan Lewicki, J. Norczewicz, Jan Ptaśnik, Helena Radlińska, Anastazy Stanisław Róg, R. Rajca, Ignacy Mościcki, Michalina Mościcka, M. Mycielski, Maria Piłsudska, Zofia Szydłowska, Kazimierz Świtalski, Władysław Szaynok, Józef Tomicki, Kazimierz Woycicki, Wacław Lipiński.
Podczas obrony Lwowa przed Ukraińcami jej przedstawiciele: Kazimierz Świtalski i Zygmunt Klinger weszli do Komitetu Wykonawczego Polskiego Komitetu Narodowego.
W grudniu 1918 Liga Niezawisłości Polski weszła w skład Stronnictwa Niezawisłości Narodowej działającego do tej pory na terenie Królestwa.